# Віндзор (Нью-Йорк)
Віндзор (англ. Windsor) — місто (англ. town) в США, в окрузі Брум штату Нью-Йорк. Населення — 5804 особи (2020).

## Демографія
Згідно з переписом 2010 року, у місті мешкали 6274 особи в 2397 домогосподарствах у складі 1726 родин. Було 2941 помешкання
Расовий склад населення:
| - 97,2 % — білих - 0,4 % — чорних або афроамериканців - 0,4 % — азіатів - 0,1 % — корінних американців |

До двох чи більше рас належало 1,5 %. Частка іспаномовних становила 1,6 % від усіх жителів.
За віковим діапазоном населення розподілялося таким чином: 23,9 % — особи молодші 18 років, 61,9 % — особи у віці 18—64 років, 14,2 % — особи у віці 65 років та старші. Медіана віку мешканця становила 42,5 року. На 100 осіб жіночої статі у місті припадало 102,8 чоловіків;  на 100 жінок у віці від 18 років та старших — 99,0 чоловіків також старших 18 років.
Середній дохід на одне домашнє господарство  становив 77 168 доларів США (медіана — 68 438), а середній дохід на одну сім'ю — 89 987 доларів (медіана — 76 377). Медіана доходів становила 50 111 долар для чоловіків та 50 000 доларів для жінок. За межею бідності перебувало 6,6 % осіб, у тому числі 6,2 % дітей у віці до 18 років та 3,9 % осіб у віці 65 років та старших.
Цивільне працевлаштоване населення становило 2883 особи. Основні галузі зайнятості: освіта, охорона здоров'я та соціальна допомога — 27,6 %, роздрібна торгівля — 14,9 %, виробництво — 11,7 %, будівництво — 9,3 %.